# Jang Jung-il
Jang Jeong-il est un poète et romancier sud-coréen né le 6 janvier 1962 à Daegu en Corée du Sud.

## Biographie
Poète, dramaturge, auteur de romans et de nouvelles, Jang est né à Daegu en Corée du Sud le 6 janvier 1962. Il commence sa carrière littéraire en 1984 lorsque quatre de ses poèmes y compris Je vais à Gangjeong (Gangjeong ganda) furent publiés dans le troisième volume de la revue non périodique, Le Monde du langage (Eoneo-ui segye). En parallèle à ses activités d'écrivain, il enseigne l'écriture créative à l'université des femmes Dongdok.

## Œuvre
Avec la publication de ses poèmes en 1984, Jang connait une célébrité précoce dans le monde littéraire coréen, et fut en même temps qualifié d'auteur « destructeur masochiste », souhaitant « exposer les sociétés diaboliquement puritaines et les vices prétentieux de ses contemporains ».
En 1987, sa pièce de théâtre Shillageuk fut récompensée du prix littéraire du Concours du printemps organisé par le journal Dong-a Ilbo. Son recueil de poèmes Méditation sur les hamburgers (Hembeogeo-e daehan myeongsang) lui permet de remporter le prix Kim Soo-young. Bien qu'il ait interrompu ses études après le collège, Jang est un érudit concernant la poésie, la musique, le théâtre, la culture en général, ce qui attire la fascination du public en Corée, où l'école est en général le principal catalyseur des savoirs pour la jeunesse.
Les travaux de Jang ont été adaptés au cinéma et au théâtre, en particulier sa pièce de théâtre Un long voyage (Gin yeohaeng). Dans ce récit, il vise à définir une nouvelle forme de communication notamment à travers les phénomènes d'auto-destruction. Au fil de ses différents récits, Jang met en lumière le caractère diabolique et destructeur de la société, il délivre un sentiment d'inconfort chez le lecteur tout en se révélant lui-même sans aucune forme de gêne. Jang fut arrêté lorsque la justice eut proclamé certains de ses récits comme immoraux, notamment Essaie de me mentir (Naege geojinmareul haebwa), qui fut condamné pour ses passages explicitement pornographiques.

### Recueil de poésies
- 햄버거에 대한 명상 Méditation sur les hamburgers (1987)
- 길 안에서의 택시 잡기Arrêter un taxi sur la route (1988)
- 주목을 받다 Attirer l'attention (2005)

### Romans
- 아담이 눈뜰 때 Quand Adam ouvre les yeux (1990)
- 천국에 못가는 이유 La Raison pour laquelle je ne pourrai pas aller au paradis (1991)
- 너에게 나를 보낸다 Je m'envoie à toi (1992)
- 너희가 재즈를 믿느냐 Est-ce que tu crois au jazz ? (1994)
- 내게 거짓말을 해봐 Essaie de me mentir (interdit de publication en Corée du Sud, 1996)
- 중국에서 온 편지 Une lettre venue de Chine (1999)
- 구월의 이틀 Deux jours en septembre (2009)

### Romans historiques
- 삼국지 Chroniques des trois royaumes (10 volumes, 2004-2008)

### Théâtre
- 긴 여행 Un long voyage (1995)

### Essais et critiques
- 장정일의 독서일기 Journal de lecture de Jang Jung-il (7 volumes, 1994-2006)
- 생각 Pensées (2005)
- 장정일의 공부 Les Études de Jang Jung-il (2006)
- 빌린 책 산 책 버린 책 Les Livres que j'ai empruntés, ceux que j'ai achetés, et ceux que j'ai jetés (3 volumes 2010-2014)